# Таврическое (Омская область)
Таврическое — рабочий посёлок в Омской области, административный центр Таврического района.
Население — 11 712 чел. (2023).

## Физико-географическая характеристика
Таврическое находится в пределах лесостепной зоны Ишимской равнины, являющейся частью Западно-Сибирской равнины, в 13 км от левого берега реки Иртыш. Высота центра — 93 метров над уровнем моря. Гидрографическая сеть не развита: реки и озёра в окрестностях населённого пункта отсутствуют. Распространены чернозёмы обыкновенные и лугово-чернозёмные солонцеватые и солончаковые почвы.
Таврическое расположено в 58 км (по автомобильным дорогам) к югу от областного центра города Омск. В посёлке расположен остановочный пункт 53 км железнодорожной ветки Омск — Иртышское Западно-Сибирской железной дороги; кроме того, юго-восточнее Таврического находится станция Стрела, на которой имеют остановку поезда дальнего следования.
Климат
Климат резко континентальный, со значительными перепадами температур в течение года (согласно классификации климатов Кёппена — влажный континентальный климат (Dfb) с тёплым летом и холодной и продолжительной зимой). Многолетняя норма осадков — 377 мм. Наибольшее количество осадков выпадает в июле — 61 мм, наименьшее в марте — 13 мм. Среднегодовая температура положительная и составляет +1,4 °C, средняя температура января −17,4 °C, июля +19,8 °C.
Часовой пояс
Таврическое, как и вся Омская область, находится в часовой зоне МСК+3. Смещение применяемого времени относительно UTC составляет +6:00.

## История
В 1898—1899 годах в Омск приехали ходоки-разведчики из Таврии Артём Кривохвост, Иван Лиходед и Платон Лизюра. Они получили разрешение поселиться на земельном участке № 1 в 45 верстах к югу от Омска у аула Миерман-Кудук. Ходокам понравилось место с плодородными чернозёмами, с обилием дичи и рыбы в озёрах. Годом основания села Таврическое считается 1900 год. В 1903 году в селе числился 91 двор
В 1922 году создана первая сельхозартель «Вильна Громада», в 1924—1926 годы организованы ТОЗы «Запорожец» и «Республика», в 1929 году — колхоз «Вильна Громада» (в 1931 году разделён на два — «Красный боец» и имени Кирова). В 1925 году образован Таврический район, село стало районным центром. В годы коллективизации организована Таврическая МТС. В 1930-е в селе работали типография, промкомбинат,
хлебопекарня, кирпичный завод, маслозавод и МТМ. В 1938 году была установлена круглосуточная телеграфная связь райцентра с городом Омском.
Посёлок городского типа — с 1969 года

## Население
| 1914    | 1920    | 1926    | 1939    | 1959    | 1970    | 1979    |
| ------- | ------- | ------- | ------- | ------- | ------- | ------- |
| 827     | ↗1127   | ↗1331   | ↗2689   | ↗3340   | ↗5291   | ↗9182   |
| 1989    | 2002    | 2009    | 2010    | 2011    | 2012    | 2013    |
| ↗12 261 | ↗13 222 | ↗14 521 | ↘13 141 | ↗13 164 | ↗13 218 | ↘13 073 |
| 2014    | 2015    | 2016    | 2017    | 2018    | 2019    | 2020    |
| ↘12 881 | ↘12 787 | ↘12 738 | ↘12 669 | ↘12 513 | ↗12 539 | ↗12 550 |
| 2021    | 2023    |         |         |         |         |         |
| ↘11 960 | ↘11 712 |         |         |         |         |         |

Национальный состав
По данным переписи населения 1939 года: украинцы — 61 % или 1639 чел., русские — 36 % или 966 чел.

## Экономика
К августу 2016 года сюда из Омска было перенесено производство Сибзавода.

## Культура
Действует Таврическая картинная галерея.

## Образование
В Таврическом осуществляют деятельность три дошкольных образовательных организации, одна общеобразовательные организации (имеющая на территории поселка три здания), три организации дополнительного образования, одна организация среднего профессионального образования.